# 앙피르 양식
앙피르 양식(프랑스어: Style Empire, 제정 양식)은 건축, 장식 예술 및 시각 예술 분야에서 19세기 전반에 일어난 디자인 운동으로, 신고전주의의 두번째 양상으로 간주된다. 1800년부터 1815년 사이, 프랑스의 통령정부와 제정 시기에 번성하여 유럽과 미국으로 퍼졌다.
앙피르 양식은 루이 16세 시기 양식으로부터 검소하고 최소주의적으로 옮아간 직전의 디렉투아르 양식에서, 다시 과시적이고 풍성한 표현으로 복귀하였다. 독일어권의 비더마이어(Biedermeier) 양식, 미국의 연방 양식, 영국의 리젠시 양식과 조응하였다.

## 건축
가장 유명한 앙피르 양식 건축물로는 에투알 광장의 에투알 개선문과 함께 카루젤 개선문, 방돔 원주 마들렌 사원 등이 있다. 또한 앙피르 양식은 제정 러시아의 참모본부관, 카잔 대성당, 알렉산드르 원주, 나르바 개선문에 쓰였다.
- 카루젤 개선문 (1806~1808)
- 파리 방돔 광장의 방돔 원주 (1806~1810, 자크 공두앵과 장밥티스트 르페르)
- 카잔 대성당 (1811)

## 같이 보기
- 퐁텐블로궁